# 3097 Tacitus
A 3097 Tacitus (ideiglenes jelöléssel 2011 P-L) a Naprendszer kisbolygóövében található aszteroida. Cornelis Johannes van Houten,  Ingrid van Houten-Groeneveld,  Tom Gehrels fedezte fel 1960. szeptember 24-én.